# Gare de Robiac
La gare de Robiac est une gare ferroviaire française de la ligne du Teil à Alès, située sur le territoire de la commune de Robiac-Rochessadoule, dans le département du Gard, en région Occitanie.
Elle est mise en service en 1857 par la Compagnie du chemin de fer de Bessèges à Allais.

## Situation ferroviaire
Établie à 168 mètres d'altitude, la gare de Robiac est située au point kilométrique (PK) 739,078 de la ligne du Teil à Alès, déclassée entre Aubignas - Alba et Robiac. Elle est également située au PK 2,455 de la ligne de Bessèges à Robiac, entre la gare de Bessèges et le raccordement avec la ligne du Teil à Alès au PK 736,524.
Cette ancienne gare de bifurcation, disposait de plusieurs quais. Aujourd'hui, la halte est située au-delà de l'ancien bâtiment de voyageurs. Il subsiste encore les vestiges des anciennes installations dont une ancienne remise pour les locomotives et un ancien poste d'aiguillage.

## Histoire

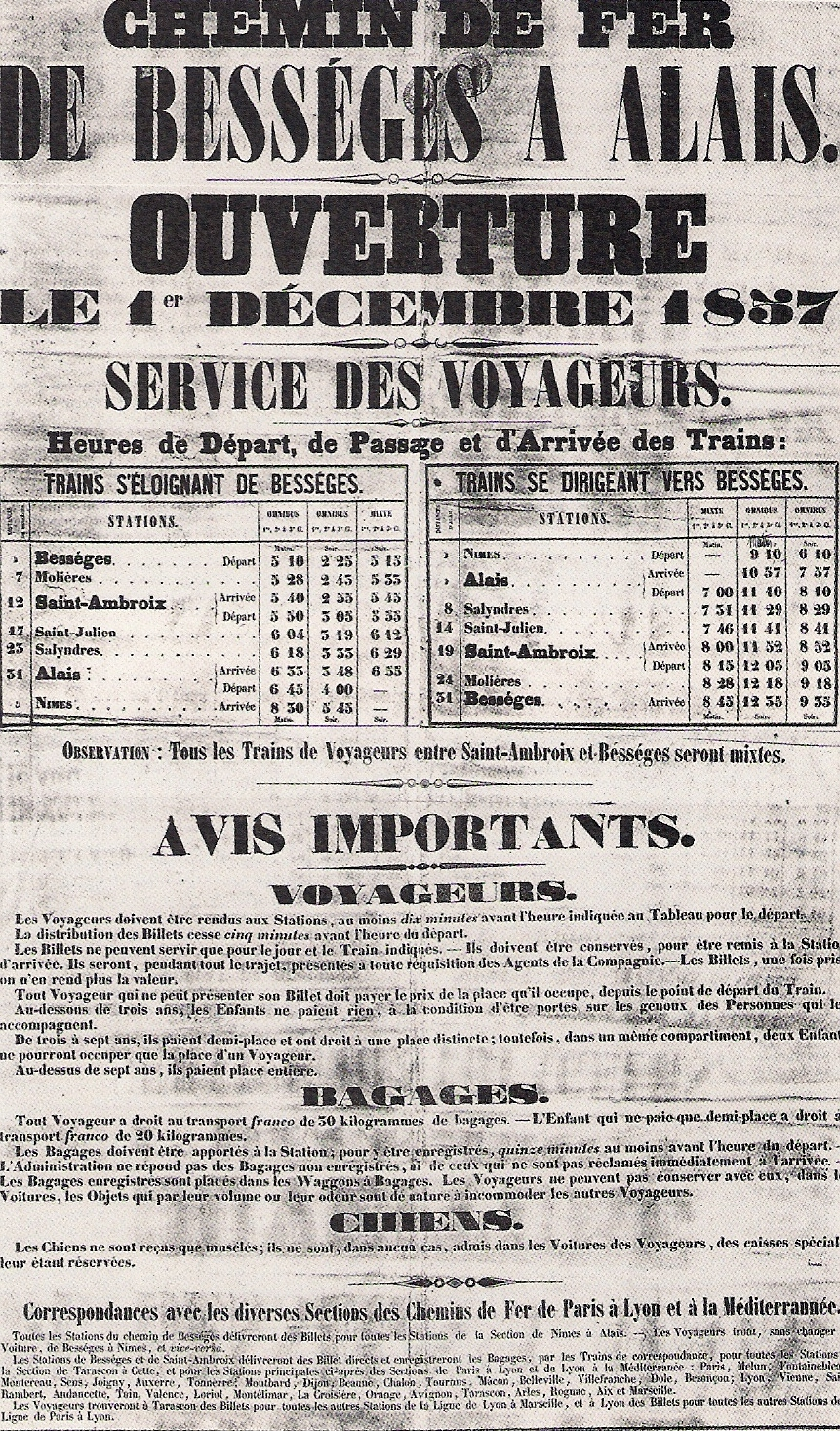
Affiche de l'ouverture de la ligne de Bessèges à Alais.

La gare de Robiac a été mise en service le 1er décembre 1857 par la Compagnie du chemin de fer de Bessèges à Allais, lorsqu'elle ouvre à l'exploitation sa ligne de Bessèges à Allais dont elle est la première gare intermédiaire. Elle est devenue une gare de bifurcation lors de la mise en service du court embranchement de Robiac à Trélys le 8 mars 1858.
L'ancien bâtiment des voyageurs est une propriété privée, depuis sa fermeture en 1982[réf. nécessaire].

## Service des voyageurs

### Desserte
La desserte de la halte par des trains TER Languedoc-Roussillon est interrompue depuis la suspension des circulations sur la ligne en octobre 2012.